# Falcó de praderia
El falcó de praderia (Falco mexicanus) és una espècie d'ocell rapinyaire de la família dels falcònids (Falconidae) que habita praderies, planures àrides i penya-segats d'Amèrica del Nord, des de la Colúmbia Britànica, Alberta, Saskatchewan i Dakota del Nord, cap al sud pel centre i oest dels Estats Units, fins Baixa Califòrnia, Arizona, Nou Mèxic, Coahuila de Zaragoza i oest de Texas. El seu estat de conservació es considera de risc mínim.